# Samson (nummer)
Samson is een Nederlandstalig liedje van de Belgische artiest Emly Starr. 
De B-kant van de single is een Engelstalige versie van het nummer.
Ze vertegenwoordigde er België mee op het Eurovisiesongfestival 1981 in de Ierse hoofdstad Dublin. Daar werd ze uiteindelijk dertiende met 40 punten.

## Resultaat
| Plaats | Land       | Artiest                        | Titel                          | Punten |
| ------ | ---------- | ------------------------------ | ------------------------------ | ------ |
| 11     | Denemarken | Tommy Seebach & Debbie Cameron | Krøller eller ej               | 41     |
| 11     | Luxemburg  | Jean-Claude Pascal             | C'est peut-être pas l'Amérique | 41     |
| 13     | België     | Emly Starr                     | Samson                         | 40     |
| 14     | Spanje     | Bacchelli                      | Y sólo tú                      | 38     |